# المنظمة العربية للتنمية الإدارية
أنشئت المنظمة العربية للتنمية الإدارية (ARADO) سنة 1961 كإحدى المنظمات المتخصصة المنبثقة عن جامعة الدول العربية (موافقة مجلس جامعة الدول العربية على الاتفاقية بقراره رقم 1754 في دور انعقاده الخامس والثلاثين بتاريخ 1/4/1961 . تاريخ المباشـرة: 1/4/1969) لتتولى مسئولية التنمية الإدارية في المنطقة العربية. وطبقاً لاتفاقية إنشائها، تتحدد رسالة المنظمة في الإسهام في تحقيق التنمية الإدارية في الأقطار العربية بما يخدم قضايا التنمية الشاملة.وفي سعيها لتحقيق هذه الرسالة، توجه المنظمة جهودها وتقدم خدماتها وبرامجها لحكومات الدول العربية الأعضاء في المنظمة، وعددها 20 دولة. ويتسع نطاق خدمات المنظمة كذلك ليشمل المنظمات الحكومية ومنظمات الأعمال والقطاع الخاص وللقيادات الإدارية بمستوياتها الثلاثة الإشرافية والمتوسطة والتنفيذية.

## الأهداف الرئيسية
يتمثل الهدف الأساس للمنظمة في الإسهام في تحقيق التنمية الإدارية في الوطن العربي بما يخدم قضايا التنمية الشاملة وتحقيقاً لهدفها الأساسي، تعمل المنظمة على تحقيق الأهداف التالية:
1. وضع وتطوير إستراتيجية قومية للتنمية الإدارية في الوطن العربي بما ينسجم مع استراتيجيات التنمية القومية الشاملة.
2. تنمية الإنسان العربي وتحرير قدراته الإبداعية لتمكينه من الإسهام في عملية التنمية.
3. إثراء الفكر الإداري العربي والممارسة الإدارية العربية.
4. دراسة ونشر التجارب الإدارية المتميزة المعاصرة.
5. إبراز الدور الهام والفعال للإدارة في تحقيق وتسريع عملية التنمية الاقتصادية والاجتماعية العربية.
6. اعتبار التطوير الإداري عملية مستمرة بما يمكن الإدارة العامة من مواكبة التغيرات الاقتصادية والاجتماعية التي تعيشها الدول العربية.
7. الإسهام في مواجهة التحديات الإدارية العربية القائمة والمستقبلية.
8. الاهتمام بالتنمية الإدارية في الدول العربية الأكثر احتياجاً بما يساعد على تقليص الفجوة التنموية بين أقطار الوطن العربي.
9. مساعدة الدول العربية، التي تجد صعوبة في استخدام اللغة العربية في الإدارة في جهودها لتعريب المصطلحات والمفاهيم والنماذج الإدارية.

## أجهزة المنظمة
- الجمعية العمومية:[5]

تمثل أعلى سلطة تقريرية في المنظمة، وتتألف من ممثلي كافة الدول العربية الأعضاء، وتتولى مسئولية إقرار السياسة العامة للمنظمة. وتجتمع الجمعية العمومية للمنظمة في شهر أبريل مرة واحدة كل عامين ما لم تطرأ ظروف تستدعي عقد اجتماعات في دورة استثنائية.
- المجلس التنفيذي:

يتألف من سبعة أعضاء تنتخبهم الجمعية العمومية من بين أعضائها لمدة سنتين. يتولى المجلس التنفيذي وضع السياسات العامة للمنظمة وخطط عملها ويشرف على تنفيذها. يجتمع المجلس مرتين كل عام في أبريل وأكتوبر، ما لم يتم استدعاؤه للاجتماع في دورة استثنائية.
- المديرية العامة:

يرأسها مدير عام يعاونه مدير عام مساعد، تعينهما الجمعية العمومية لمدة أربع سنوات. يتولى العمل في المديرية العامة جهاز يضم أخصائيين وفنيين وإداريين ومعاونين، يراعي في اختيارهم أسس الجدارة والكفاءة والخبرة. يتولى المدير العام للمنظمة مهام تنفيذ أنشطة المنظمة وبرامج عملها بالتعاون والتنسيق مع المجلس التنفيذي.

## الدول الأعضاء
- كافة الدول الأعضاء في جامعة الدول العربية.[6]

## مدراء المنظمة
تعاقب على إدارة المنظمة منذ نشأتها نخبة من علماء الإدارة العرب، هم:
- الأستاذ الدكتور/ حسن توفيق - مصر (1969 - 1975).
- الأستاذ/ كمال نور الله - سوريا (1975 - 1979).
- الدكتور/ عبد الله الزعبي - الأردن (1979 - 1983).
- الدكتور/ ناصر الصائغ - السعودية (1983 - 1991).
- الأستاذ الدكتور/ أحمد صقر عاشور - مصر (1991 - 1999).
- الأستاذ الدكتور/ محمد بن إبراهيم التويجري - السعودية (1999 - 2007).
- الأستاذ الدكتور/ رفعت الفاعوري - الأردن (2007 - 2015).
- الدكتور / ناصر القحطاني - السعودية (2015 - حتى الآن).

## وصلات داخلية
- منظمات جامعة الدول العربية
- جامعة الدول العربية
- مجلة إدارة
- جائزة المملكة العربية السعودية للإدارة البيئية
- جائزة الشارقة لأفضل أطروحة دكتوراه في العلوم الإدارية في الوطن العربي
- عبد الرحيم علام، رئيس البحوث والدراسات في المنظمة العربية.
- نواف طبيشات، رئيس إدارة المصادر النادرة في المنظمة العربية.
- نشرة أخبار الإدارة العربية

## وصلات خارجية
- الموقع الرسمي للمنظمة العربية للتنمية الإدارية على شبكة الإنترنت
- مكتبة المنظمة العربية للتنمية الإدارية
- البوابة العربية للمعلومات الإدارية (إبداع) - إحدى مشروعات المنظمة العربية
- دليل قوانين وتشريعات الخدمة المدنية في الدول العربية - إحدى مشروعات المنظمة العربية